# محمد فرج الشاذلي
محمد فرج الشاذلي ولد في 9 مايو 1927 في القيروان وتوفي في 13 أبريل 2014 في المنستير، هو قصصي وروائي وكاتب مسرحي وسياسي تونسي.

## السيرة الذاتية
ولد محمد في القيروان، وكان والده موظف أصيل مدينة المنستير. تحصل على شهادة كفاءة في بيداغوجيا التربية من دار المعلمين العليا بتونس. عمل كمدرس ومدير في مدارس ابتدائية وثانوية، من بينهم المدرسة الابتدائية بسيدي بوسعيد والمعهد الثانوي بمنزل تميم والمعهد الثانوي بباجة. 

كقصصي وروائي، نشر محمد فرج الشاذلي عددا من مؤلفاته في مجلة الفكر (صدرت بين 1955 و1986) التي أسسها محمد مزالي والتي كان البشير بن سلامة رئيس تحريرها.

عين في 1971 رئيسا لديوان وزير التربية محمد مزالي، ثم في 1973 رئيسا لديوان وزير الشؤون الثقافية محمود المسعدي. عين في منصب وزير التربية في حكومة محمد مزالي بين 25 أبريل 1980 و5 مايو 1986. في إطار إشرافه على هاته الوزارة، دعم سياسة تعريب التعليم التي أطلقها المزالي، وأطلق المعاهد النموذجية وكان أولها المعهد النموذجي بأريانة.

## التكريم
بعد وفاته وكتكريم له، تم إطلاق إسمه على المعهد النموذجي بأريانة (في 7 يونيو 2014) والمعهد النموذجي بصفاقس.

## مؤلفاته
- 1961: ألسنا أخوين (قصة)
- 1965: نخلة المجنون (قصة)
- 1980: بين طه حسين والمسعدي (مقال)